# Еріх фон Зекендорфф
Барон Еріх Ервін Генріх Август Файт фон Зекендорфф (нім. Erich Erwin Heinrich August Veit Freiherr von Seckendorff; 21 червня 1897 — 23 вересня 1944) — німецький офіцер, генерал-майор вермахту. Кавалер Лицарського хреста Залізного хреста.

## Біографія
Представник давнього знатного баварського роду, відомого з XIII століття. 2 серпня 1914 року вступив в армію. Учасник Першої світової війни. Після демобілізації армії залишений в рейхсвері. З 1 квітня 1939 року — командир 6-го мотоциклетного батальйону, з липня 1940 року — 114-го стрілецького полку, з квітня 1943 року — 11-ї, з січня 1944 року — одночасно 10-ї танкової групи, з літа 1944 року — 113-ї танкової бригади. Загинув у бою.

## Звання
- Фанен-юнкер (2 серпня 1914)
- Фенріх (15 лютого 1915)
- Лейтенант без патенту (15 лютого 1915) — 1 липня 1922 року отримав патент від 1 вересня 1915 року.
- Оберлейтенант (липень 1925)
- Гауптман (1 квітня 1931)
- Майор (1 січня 1936)
- Оберстлейтенант (1 березня 1939)
- Оберст (1 лютого 1942)
- Генерал-майор (1 жовтня 1944; посмертно)

## Нагороди
- Залізний хрест 2-го і 1-го класу
- Почесний хрест ветерана війни з мечами
- Медаль «За вислугу років у Вермахті» 4-го, 3-го, 2-го і 1-го класу (25 років)
- Застібка до Залізного хреста 2-го і 1-го класу
- Лицарський хрест Залізного хреста (4 вересня 1940)